# ジョゼップ・マリア・マウリ
ジョゼップ・マリア・マウリ・イ・プリオル（カタルーニャ語: Josep Maria Mauri i Prior、1941年10月21日 - ）は、カタルーニャ出身のスペインのカトリック司祭。2012年7月20日からアンドラ共同公駐在代理官を務める。
ウルゲル公会議神学校で哲学と神学を学んだ。マウリはグレゴリアン大学で教会史の学位を取得。1965年に司祭に叙階された。2010年、マウリはウルゲル教区の副総長に任命される。アンドラ共同公駐在代理官ネメシ・マルケス・イ・オステの後任に指名される。
2022年のロシアによるウクライナ侵攻では、ウクライナを擁護する立場を取った。